# Дубовичи
Дубо́вичи (укр. Дубо́вичі) — село, Дубовичский сельский совет, Кролевецкий район, Сумская область, Украина.
Код КОАТУУ — 5922683401. Население по переписи 2001 года составляло 1282 человека. Население - 779 человек в 2022 году.
Является административным центром Дубовичского сельского совета, в который не входят другие населённые пункты.

## Географическое положение
Село Дубовичи находится наберегу реки Ретик, выше по течению на расстоянии в 7 км расположено село Землянка (Глуховский район), ниже по течению на расстоянии в 4,5 км расположено село Ретик. На реке большая запруда. К селу примыкает большой лесной массив (сосна). Рядом проходит автомобильная дорога М-02 (E 101).

## История

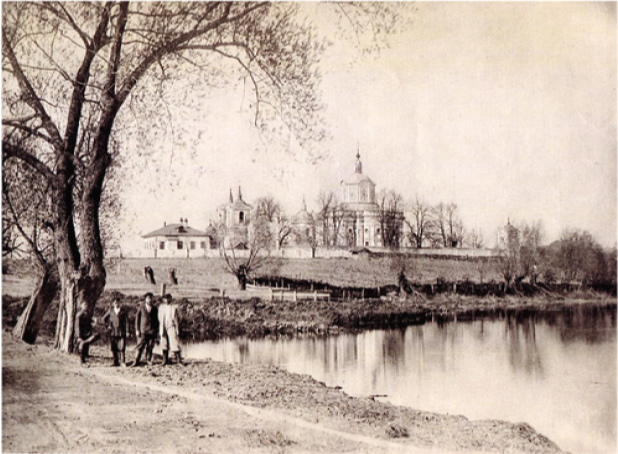
Храм Рождества Пресвятой Богородицы (с 1777 по 1929)

- Село Дубовичи основано в XVI веке. Позже входило в Кролевецкую сотню Нежинского полка, было приписано к Кролевецкой ратуше.
- С 1687 года село Дубовичи принадлежало В. Л. Кочубею.
- В 1839 году в селе построили сахарный и водочный заводы.
- С 1854 года Дубовичи стали местечком, в 1923 г. — селом.

## Экономика
- «Дубовичи», сельскохозяйственное ООО.
- «Дубовичи-Агро», агрофирма, ЧП.
- Дубовическое лисничество.
- «Дубовицкой завод сельгосптехники», сельскохозяйственное ООО.
- «Отделение Новой почты № 1».

## Объекты социальной сферы
- Детский сад.
- Школа.
- Амбулатория общей практики — семейной медицины (023.004).
- «Аптечный пункт».
- Дом культуры.
- Отделение Укрпочты (Укрпошта).
- Историко-культурный комплекс «Кочубеевский».

## Известные уроженцы
- Ната́н За́лманович Струга́цкий (в ранних публикациях Но́та За́лманович Струга́цкий; 1892—1942) — советский искусствовед, библиограф, иконограф. Отец Аркадия и Бориса Стругацких.
- Иван Афанасьевич Власенко (1907—1995) — Герой Советского Союза.
- Максим Иванович Горбач (1919—1987) — Герой Советского Союза, родился, умер и похоронен в Дубовичах[3].
- Иван Андреевич Лесик (1918—1964) — Герой Советского Союза[4].

На здании школы, где учились И. А. Власенко, М. И. Горбач и И. А. Лесик установлена мемориальная доска с их именами и годами учёбы.

## Религия

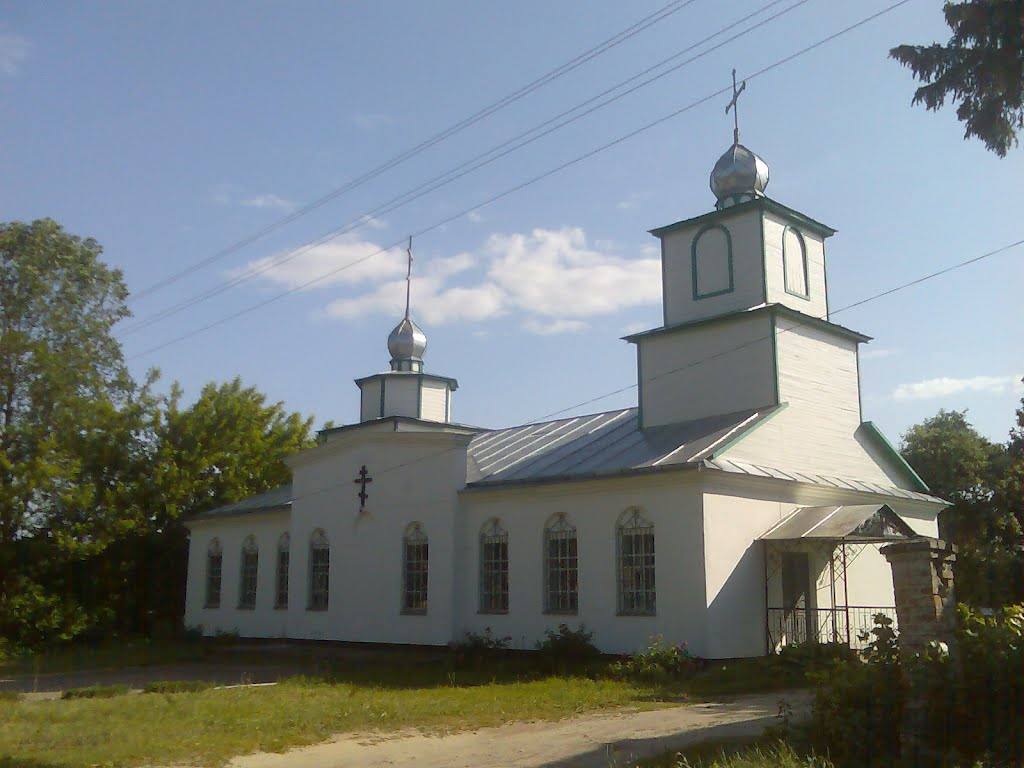
Храм Рождества Пресвятой Богородицы (с 2004 по н. время)

- Храм Рождества Пресвятой Богородицы (с 1777 по 1929)
- Храм Рождества Пресвятой Богородицы (с 2004 по н. время)